# 詹姆斯·約瑟夫·西爾維斯特
詹姆斯·約瑟夫·西爾維斯特（英語：James Joseph Sylvester，1814年9月3日—1897年3月15日）是一名英国数学家。

## 生平
西爾維斯特从1833年开始在剑桥大学圣约翰学院就读，但由于他是犹太人他没有毕业，但他参加了剑桥著名的数学考试并获第二名。1841年他短暂在美国逗留并成为弗吉尼亚大学的教授。此后他回到英国。
1877年西爾維斯特获得约翰斯·霍普金斯大学的一个职位再渡大西洋。1878年他创办了《美国数学期刊》（American Journal of Mathematics）。
1883年西爾維斯特最终回到英国，他被授命为牛津大学几何教授，在此供职直至逝世。
1880年英国皇家学会授予西爾維斯特它对科学研究最高的奖章科普利獎章。1901年它又为了纪念西爾維斯特设立了授予数学研究的西爾維斯特奖章。
约翰斯·霍普金斯大学今天有一座学生宿舍是以西爾維斯特命名的。